# Byxbin
Byxbin (Dasypoda) är ett släkte solitära bin i familjen sommarbin. De förekommer i större delen av Palearktis.

## Beskrivning
De ingående arterna i släktet byxbin är långsträckta, tämligen stora bin med en kroppslängd på 11 till 17 mm. Kroppen har gles behåring på mellankroppens ovansida. På bakkroppen har tergiternas bakkanter täta hårband, speciellt på de två sista. Hanen har lång päls på huvud, undersida och ben. Byxbina är så kallade bensamlare, honorna har lång behåring på bakbenen som används för polleninsamling.

## Ekologi
Byxbin är solitärt levande bin som bygger sina bon i gångar som de själv gräver i sandig mark eller lössjord. Boet utgörs av ett grenat gångsystem, som utgår från en lång centralgång. Sidogångarna avslutas med en eller ett par äggceller. Dessa innehåller ett ägg vardera, och en pollenklump som är avsedd som mat åt larven.
De ingående arterna är oligolektiska, det vill säga de samlar pollen från ett begränsat antal växtfamiljer, vanligen väddväxter eller korgblommiga växter. När det gäller nektar kan de emellertid hämta den från ett större urval växter.

## Utbredning
Byxbina är utbredda i större delen av Palearktis från Kanarieöarna och Nordafrika över Syd- och Mellaneuropa till Japan, även om större delen av de ingående arterna förekommer i västra Palearktis. 2012 upptäcktes dock en art i östafrikanska gravsänkesystemet i Etiopien, den första arten ur släktet söder om Sahara.

### Arter i Sverige och Finland
I Sverige finns eller har funnits nedanstående 3 arter. Två av arterna anses utdöda i Sverige. I Finland har motsvarande arter aldrig observerats.
- silverbyxbi (D. argentata) Nationellt utdöd i Sverige, saknas i Finland.
- praktbyxbi (D. hirtipes) Livskraftig i både Sverige och Finland.
- guldbyxbi (D. suripes) Nationellt utdöd i Sverige, saknas i Finland.